# Bárbara Lennie

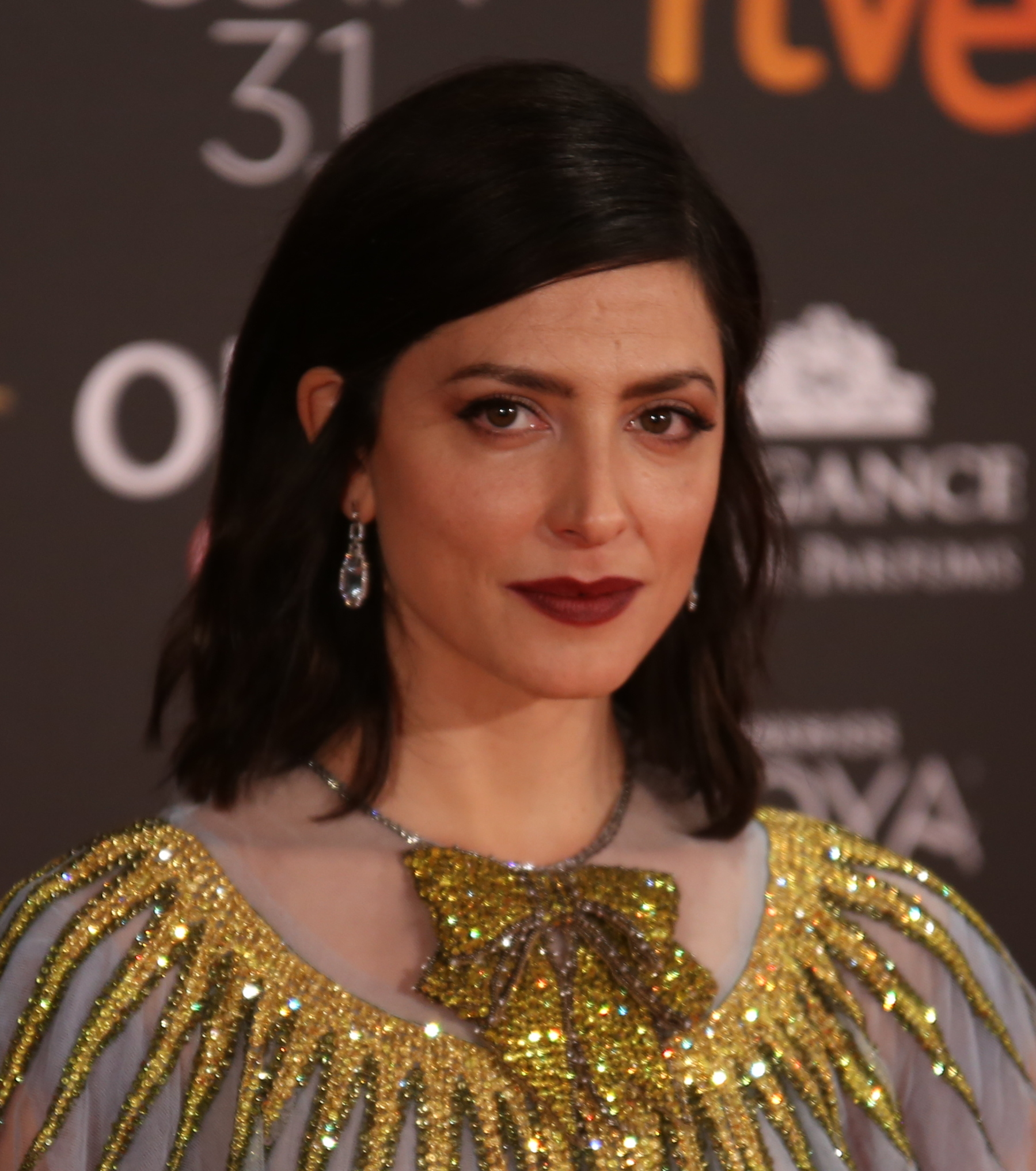
Bárbara Lennie

Bárbara Lennie (* 20. April 1984 in Madrid) ist eine spanische Schauspielerin und Goya-Preisträgerin.

## Leben
Bárbara Lennie absolvierte eine Schauspielausbildung an der Real Escuela Superior de Arte Dramático (RESAD) in Madrid und wurde Anfang 2005 als Filmschauspielerin tätig. Einige Jahre später kamen auch Theater- und Fernseh-Rollen hinzu.
2015 wurde sie für das Drama Magical Girl mit dem Goya als Beste Hauptdarstellerin und für El Niño mit dem Gaudí als Beste Nebendarstellerin ausgezeichnet.

## Filmografie (Auswahl)
- 2001: Más pena que Gloria
- 2005: Obaba
- 2006: Mujeres en el parque
- 2006: La bicicleta
- 2007: Las 13 rosas
- 2007: Todos los días son tuyos
- 2007–2008: Cuenta atrás (Fernsehserie, 29 Folgen)
- 2009: Los condenados
- 2009–2010: Amar en tiempos revueltos (Fernsehserie, 139 Folgen)
- 2010: Todas las canciones hablan de mí
- 2011: Die Haut, in der ich wohne (La piel que habito)
- 2011–2013: Isabel (Fernsehserie, 12 Folgen)
- 2012: The Little Girl – Das Böse hat einen Namen (Dictado)
- 2012: Miel de naranjas
- 2014: Stella cadente
- 2014: Magical Girl
- 2014: El Niño
- 2016: Der unsichtbare Gast (Contratiempo)
- 2016: María (y los demás)
- 2016: Las furias
- 2017: Oro
- 2017: Una especie de familia
- 2018: Offenes Geheimnis (Todos lo saben)
- 2018: Sunday’s Illness (La enfermedad del domingo)
- 2018: Petra
- 2018: Macht des Geldes (El reino)
- 2020: Deine letzte Stunde (El desorden que dejas, Fernsehserie, 8 Folgen)
- 2022: El agua
- 2022: Los renglones torcidos de Dios
- 2022: El Suplente
- 2023: Las chicas están bien